# Babisqa
Koordinaten: 36° 11′ 57,5″ N, 36° 41′ 34,5″ O
Babisqa, auch Babiska, war eine frühbyzantinische Siedlung und ein Handelszentrum im Gebiet der Toten Städte im Nordwesten von Syrien. In Babisqa wurde 610 die letzte byzantinische Kirche von Nordsyrien eingeweiht.

## Lage

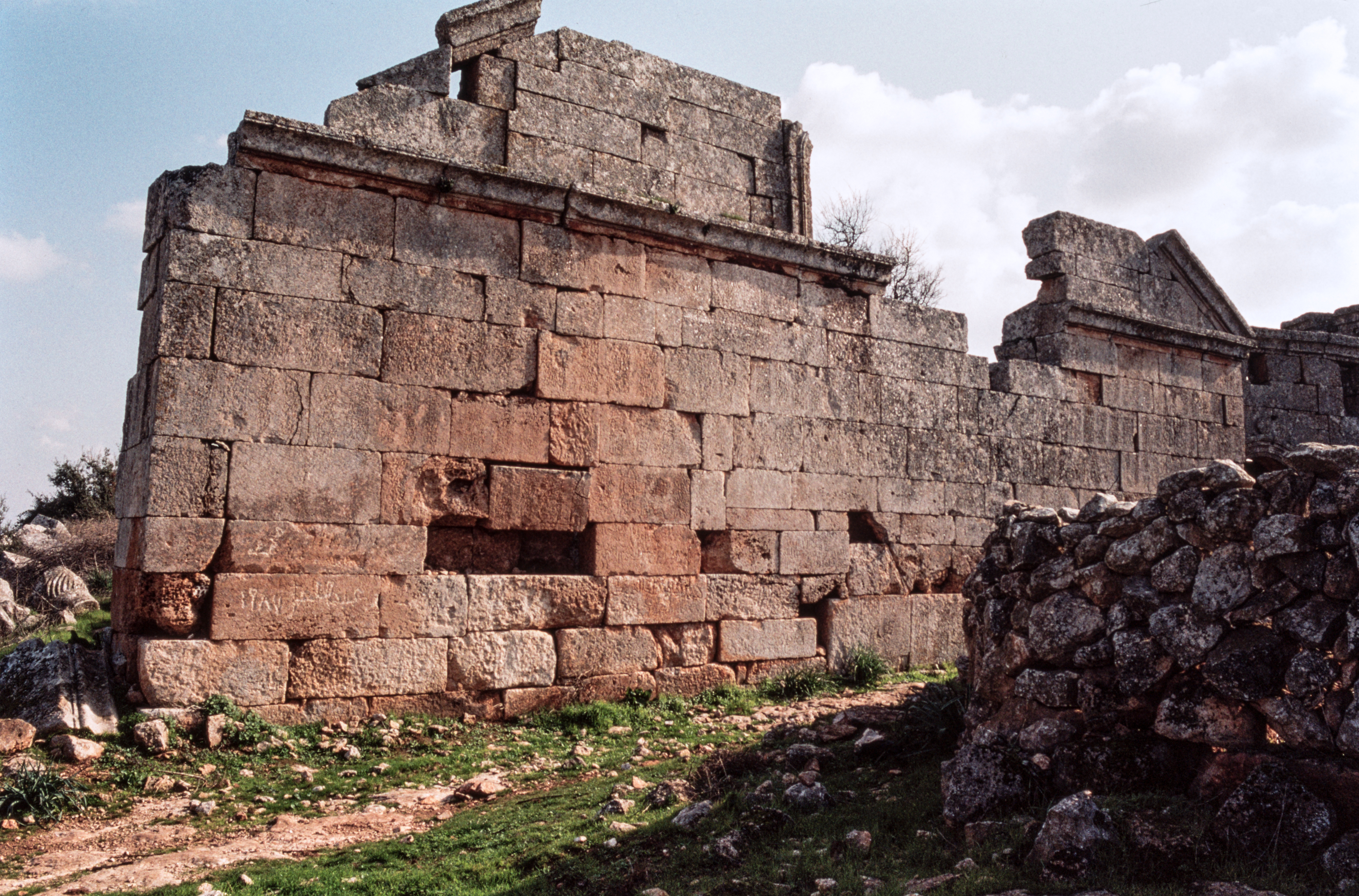
Westseite der Markianoskirche, 1999

Die Ruinenstätte von Babisqa liegt im Gouvernement Idlib am Nordhang des Dschebel Barischa, im mittleren Teil des nordsyrischen Kalksteinmassivs, etwas südlich der Straße, die unterhalb in der Ebene von Dana aus Richtung Aleppo kommend nach Westen über den türkischen Grenzübergang bei Bab al Hawa bis nach Antakya führt. In den überwiegend von Kurden bewohnten, wenig fruchtbaren und karstigen Felshügeln befinden sich verstreut etliche weitere frühbyzantinische Ruinenstätten. Die nächstgelegenen sind Ba'uda (etwa zwei Kilometer nördlich) und Kseigbe. Etwa drei Kilometer westlich liegen, durch ein Seitental von Babisqa getrennt, die benachbarten antiken Siedlungen Dar Qita und Baqirha; von dort führt die Straße sechs Kilometer nach Süden zur Ruinensiedlung von Barischa auf die Höhe dieses sich in nordsüdlicher Richtung erstreckenden Hügels. Die zahlreichen in Barischa erhaltenen Ölpressen zeigen anschaulich, dass Olivenhaine neben dem Getreideanbau die wirtschaftliche Grundlage der antiken Siedlungen darstellten.
Viele Orte bestanden bereits in römischer Zeit. Hierzu zählt wenige Kilometer südöstlich Sarmada (Sermada), wo aus der ersten Hälfte des 2. Jahrhunderts n. Chr. ein Grabmonument aus zwei Säulen erhalten ist. Bei Tall Karameh südlich von Dana ist noch ein Abschnitt der gepflasterten römischen Fernhandelsstraße zwischen Aleppo und Antiochia zu sehen.

## Geschichte
Der römische Tempel in Babisqa ist nur durch Spolien überliefert, die in der an seiner Stelle errichteten Markianoskirche verbaut waren. Die Datierung auf einem dieser Steine entspricht der Jahreszahl 143 n. Chr., die als Fertigstellungsdatum für den Tempel gelten kann. Welche Gottheit im Tempel verehrt wurde, ist nicht bekannt.
Die ersten Übertritte zum Christentum fanden Ende des 4. Jahrhunderts statt. Bei einer der ersten Familien, die den neuen Glauben angenommen hatten, war eine Hausinschrift mit dem Namen des Architekten Eusebis und dem Datum April 389 angebracht. Vermutlich wenig später ließen die Hausbewohner seitlich des Textes Christusmonogramme hinzufügen, um ihren Übertritt öffentlich kundzutun, der kurz nach der 390 erfolgten Einweihung des Baptisteriums geschehen sein dürfte. Babisqa und Dar Qita waren die ersten Orte im Dschebel Barischa, in denen die Religion vor 400 an Boden gewann. Anfang des 5. Jahrhunderts war die Mehrzahl der Einwohner christlich. Trotz der christlichen Missionsbemühungen gab es bis in die Mitte des 6. Jahrhunderts in dem Gebiet Anhänger der römischen Religion.
Babisqa ist einer von sieben Orten südlich der römischen Straße, die Anfang des 5. Jahrhunderts als Wirtschaftszentren Bedeutung erhielten. Die als Ruinen erhalten gebliebenen Bauwerke stammen aus dem 4. bis 7. Jahrhundert.

## Ortsbild
Auf einer besiedelten Fläche von 7,75 Hektar lagen in dem antiken Dorf Landhäuser (Residenzen) einer grundbesitzenden Oberschicht, zwei Kirchen und weitere öffentliche Gebäude, deren massive Mauern aus Kalksteinquadern teilweise noch in zweigeschossiger Höhe aufrecht stehen. Zuzügler haben im 20. Jahrhundert durch neue Häuser am Rand und zwischen den Ruinen ein modernes Dorf mit mehreren hundert Einwohnern entstehen lassen.

### Markianoskirche

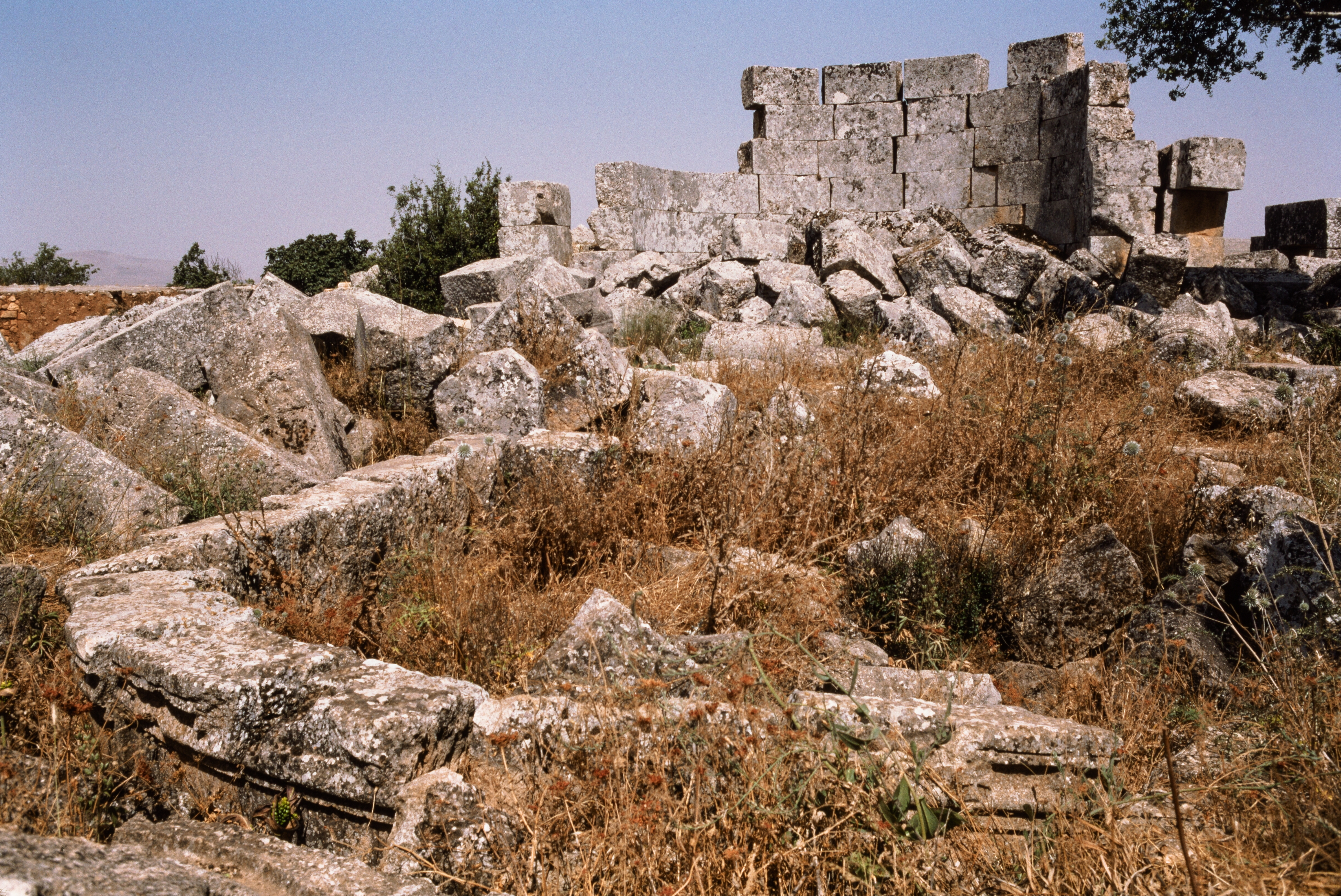
Markanioskirche. Apsis Richtung Nordosten, 1996

Die statischen und gestalterischen Aufgaben beim Bau der dreischiffigen Basiliken verlangten den Einsatz spezialisierter Architekten, die ab Ende des 4. Jahrhunderts in den Einweihungsinschriften erwähnt wurden. Der erste berühmte Architekt war Markianos Kyris, auf den im Dschebel Barischa vier nahe beieinanderliegende Kirchenbauten zurückgehen. Die zweite Kirche unter seiner Leitung war die Ostkirche (Markianoskirche) von Babisqa, eine Säulenbasilika, die an das bestehende Baptisterium angebaut wurde.
Die von seitlichen Nebenräumen umgebene runde Apsis war von außen zu sehen und nicht wie üblich hinter einer geraden Ostwand verborgen. Die beiden Hochwände des Mittelschiffs wurden von je sechs Säulen getragen, die Rundbögen endeten an den Wänden auf Pilastern. Gemäß der allgemeinen Vorstellung, dass dem östlichen Altarbereich eine höhere Bedeutung innerhalb des Kirchenraums zukommt, wurden unterschiedlich aufwendig gestaltete Säulenkapitelle nach der räumlichen Entfernung vom Triumphbogen an der Ostwand angeordnet. Dieser Bogen umspannte auf bewegten korinthischen Kapitellen die Apsis. Das nächststehende Säulenpaar trug etwas einfachere korinthische Kapitelle mit glatten Blättern, während die folgenden Säulen Kompositkapitelle mit Akanthus im unteren Bereich besaßen.
Die Jahreszahl 390 am östlichen Hoftor bezieht sich auf das Baptisterium und nennt bereits einen Markianos Kyris als Architekten („Markianos Kyris technites“) und Eusebis als Diakon („Eusebis diakonos“). Letzterer Name wurde auch an der genannten Hausinschrift von 389 und an einem Privathaus von Dar Qita als Architekt festgehalten. Es kann sich um denselben Namen, dieselbe Person oder um Vater und Sohn handeln. Die Kirche trägt mit 401 ein erstes Datum für die Fertigstellung am östlichen der beiden Eingangsportale an der südlichen Längsseite. Offensichtlich wurde danach weiter- oder umgebaut, denn es fand sich an einem Fenstersturz die Datierung 403/4 und am Westgiebel (unter dem nördlichsten der drei Fenster) ein auf dem Kopf stehend vermauertes Medaillon mit der Jahreszahl 407/8 und darin ein weiteres Mal die Inschrift „Markianos technites“. Auf zwei der Inschriften ist zugleich „Marinos technites“ zu lesen. Es ist unklar, ob diese beiden Architekten hier anfangs zusammen in gleichwertiger Position arbeiteten. Dass einzelne Bauetappen in mehreren Inschriften festgehalten wurden, geschah außer hier nur an der Julianoskirche von Brad.
Zumindest die Westseite scheint nach einer weiteren Datierung gemäß einer Inschrift an einem freistehenden Portal 480 restauriert worden zu sein. Die Steinquader waren hier weniger gleichmäßig als sonst geschichtet; der Inschriftenstein wurde wohl bei dieser Aktion verkehrt herum wieder eingemauert.
Das erste Bauprojekt von Markianos Kyris war die 392 datierte Kirche in Ba'uda, die mit ihrem Doppelmauerwerk noch dem älteren handwerklichen Stil verpflichtet war, der auch von einer anderen Werkstätte an der mit Babisqa zeitgleichen Westkirche von Baqirha umgesetzt wurde, während Markianos hier auf das modernere einfache Quadermauerwerk überging. Nach dem erstmaligen Einbau in der Julianoskirche von Brad (402) erhielt auch die Markianoskirche ein Bema, eines von in insgesamt 45 Kirchen im nördlichen Gebiet der Toten Städte eingebauten Podien, auf denen die Geistlichen während des Gottesdienstes in der Mitte des Kirchenschiffes Platz nahmen.
Im Süden war ein Hof angebaut, der an zwei Seiten von einem Arkadengang und im Osten von einem Nebengebäude umschlossen war. Das aufwendig ornamentierte Hofportal im Westen trägt die Handschrift des Architekten. Es war sein erstes größeres Werk, das laut Inschrift wohl von Eusebis nach seinem Entwurf ausgeführt wurde. Das später von Markianos Kyris für die Ostkirche von Ksedjbeh (414/5) entworfene Portal zeigt eine vollendetere Form desselben klassischen Stils. An der Vorderseite eines Simaprofils wechseln sich Akanthus und Anthemion als Ornamente ab. Über dem Sturz folgt eine glatte Leiste, die ein beperltes Flechtband darüber abtrennt. Die Markianoskirche ist bis auf die Südfassade und einen Teil der Apsis zerstört.

### Kirche des Heiligen Sergius

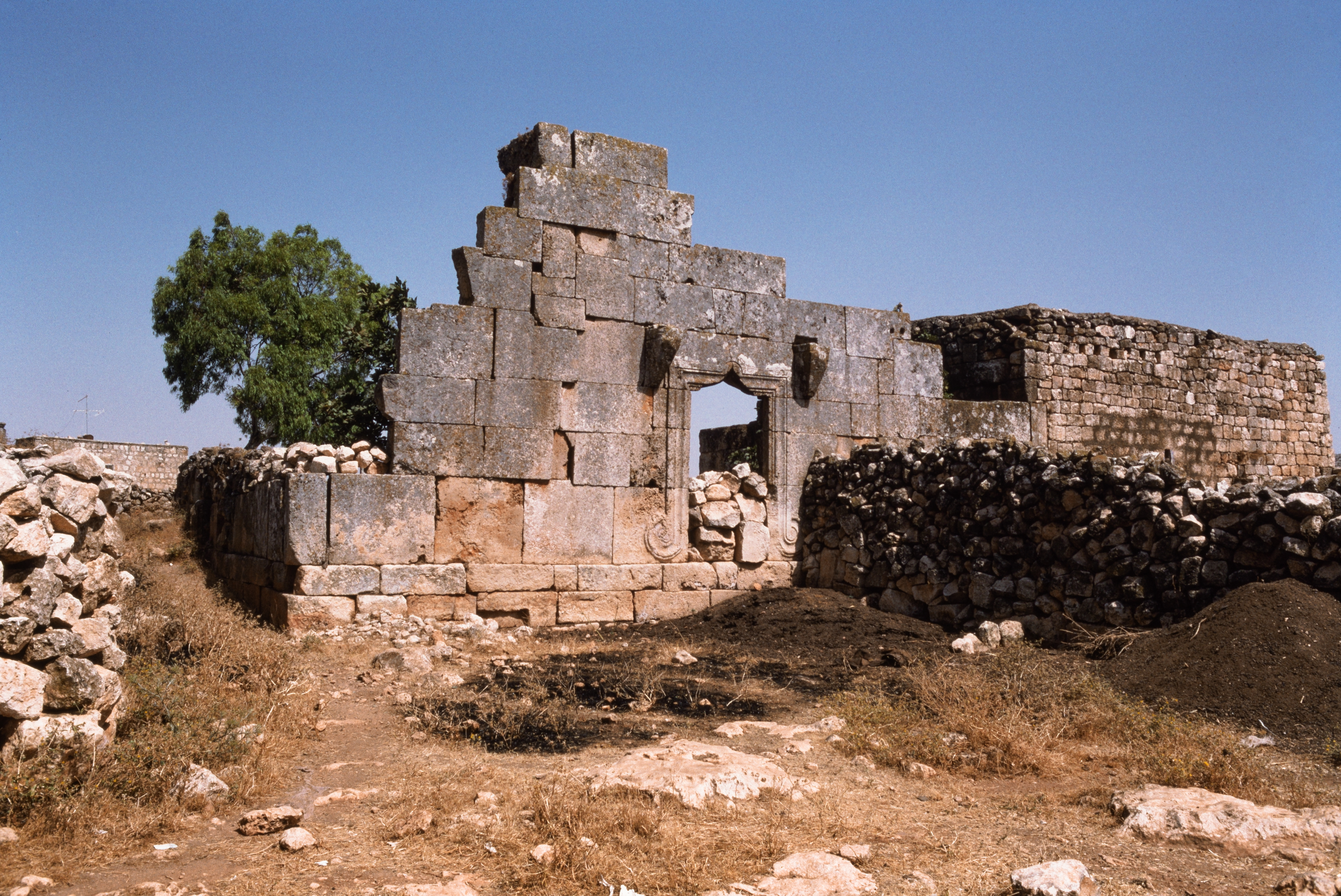
Westseite der Sergiuskirche mit neuzeitlich angebautem Wohnhaus rechts, 1996

Die kleine Sergiuskirche von 610 liegt etwa 150 Meter westlich der Markianoskirche. Sie ist die letzte datierte Kirche aus byzantinischer Zeit in Nordsyrien und eine der letzten im ganzen Land. Die Rundbögen des Mittelschiffs wurden von je drei Säulen getragen; mit Kapitellen in glattblättrigem korinthischen Stil. Nur wenige Ornamente sind erhalten. Die Türen und Fenster waren von Gesimsen umgeben, die in Voluten endeten. Die Säulenkapitelle am Triumphbogen der Apsiswand zeigen einen erstarrten Akanthus. Im Osten war eine rechteckige Apsis mit zwei Nebenräumen angebaut. Es gab zwei Eingänge an der Nord- und einen an der Westseite. Nur die Westfassade ist teilweise erhalten. Die einzige andere Kirche aus dem 7. Jahrhundert, die 602 datierte Weitarkadenbasilika von Sheikh Sleman, befindet sich in deutlich besserem Zustand. Der um diese Zeit einsetzende, allgemeine wirtschaftliche und kulturelle Niedergang der Siedlungen zeigt sich mehr als hier an der wenige Jahre zuvor, vermutlich um 600, fertiggestellten Westkirche von Kalota.

### Weitere Bauten
Neben Serjilla gehören die Thermen von Babisqa aus dem 5. bis 6. Jahrhundert zu den größten und am besten erhaltenen Badeanlagen. Der zweigeschossige Gebäudekomplex für Männer mit angebauten Säulenportiken war von Peristylhöfen umgeben. Hinzu kamen ein kleineres Badehaus für Frauen und eine Herberge. Die Gebäuderuinen sind teilweise mit Feldsteinen zugesetzt und dienen als Stallungen.
Etwas nördlich zwischen den beiden Kirchen befinden sich die Reste eines Marktes. Die unteren Lagen von zwei, einst 33 Meter langen Pfeilervorhallen (Stoa) sind beidseits der gepflasterten Marktstraße erhalten. Ein weiteres Gebäude wird als Andron (Gemeinschaftshaus für Männer) gedeutet.
Etwa einen halben Kilometer südlich des Ortes sind die verstreut liegenden Mauersteine eines Klosters auszumachen. Innerhalb der Umfassungsmauer standen eine kleine Kirche, Unterkünfte für Mönche und Nebengebäude. Von einem weiteren Kloster 700 Meter südöstlich sind einige Grundmauern übrig geblieben.